# Dämmerzustand
Mit Dämmerzustand oder Dämmerungszustand wird eine durch Bewusstseinstrübung oder Bewusstseinseinengung bedingte Gemütsverfassung von zeitlich relativ scharf begrenzter, in der Regel kurzer Dauer bezeichnet. Der Begriff leitet sich von Dämmerung her, wobei mit dieser Wortherkunft schon eine Bewusstseinstrübung in einem etymologisch ursprünglichen Sinne von Abenddämmerung gemeint ist. So gesehen liegt die Bedeutung des Begriffs Dämmerzustand in der Nähe von Unaufmerksamkeit und Geistesabwesenheit. Nach Uwe Henrik Peters leitet sich der Begriff aus der Umgangssprache her. Seit Mitte des 19. Jahrhunderts sei ein wissenschaftlicher Sprachgebrauch üblich. Dieser beziehe sich u. a. auf Bewusstseinsveränderungen bei Epilepsie, Hirntraumen, progressiver Paralyse, Stoffwechselerkrankungen, unter Alkoholeinfluss oder Medikamenteneinwirkung, starkem Affektdruck, bei Hysterie und in Hypnose. Damit ist eine breit gefächerte medizinische Anwendbarkeit eingeschlossen. Anderen Autoren scheint es fraglich, ob es Dämmerzustände unabhängig von epileptischen Anfällen gibt. Der epileptische Dämmerzustand ist immer Ausgangs- und Bezugspunkt aller Dämmerzustände gewesen.

## Versuch näherer begrifflicher Abgrenzung

### Umgangssprachliche Wortherkunft
Der mit dem ursprünglichen Sinn von „Dämmerung“ gemeinte Verlust an Bewusstseinshelligkeit kann natürlich auch umgekehrt aufgefasst und definiert werden als zunehmende Aktivierung von Funktionen (im Sinne von „Morgendämmerung“). Geht man davon aus, dass Funktionen durch das jeweils individuell vorschwebende alltägliche Bewusstsein – etwa im Sinne der Kollektivpsyche – gehemmt werden, so führt der Wegfall solcher Hemmungen und Ängste zur Anregung zuvor gehemmter Funktionen, vgl. a. → Somnambulismus. Diese Annahme führt auch zur Vorstellung eines alternierenden Bewusstseins oder einer Persönlichkeitsverdoppelung. Auch die Vorstellung eines epileptischen Äquivalents dient einem solchen energetischen und ggf. auch psychodynamischen Verständnis. So kann in positivem Sinne „Dämmerung“ auch als „Morgendämmerung“ verstanden werden, wobei nicht nur quantitative, sondern auch qualitative Bewusstseinsveränderungen bei der Entstehung von Krankheiten berücksichtigt werden. Der früher praktizierte Dämmerschlaf diente einem solchen therapeutisch positiven Ziel der qualitativen Bewusstseinsveränderung. Auch die Hypnose verfolgt ähnliche Wirkungen im Sinne eines Heilverfahrens.

### Nichtmedizinische Verwendung des Begriffs
Als Beispiel eines nicht medizinischen Gebrauchs des Begriffs „Dämmerzustand“ sei der Roman Der Golem genannt. In dem hier zitierten Zusammenhang wird der Begriff zweideutig verwendet. Weder ist die positive Bedeutung der Bewusstseinsveränderung, noch eindeutig die negative gemeint, da durchaus alternativ zur positiv qualitativen Bewusstseinsveränderung auch von krankhafter und psychiatrisch behandlungsbedürftiger Bewusstseinslage gesprochen wird.

### Psychiatrischer und neurologischer Fachbegriff
Karl Jaspers (1883–1969) zählt den Begriff des Dämmerzustands zu den für die Verlaufsbestimmung von Krankheitseinheiten wichtigen Kennzeichnungen. Zustandsbilder stellen vorübergehende Erscheinungsformen einer Krankheit dar. Solche Zustandsbilder charakterisieren ggf. einen Krankheitsprozess. Verlaufsbeobachtungen wurden seit Emil Kraepelin (1856–1926) in die psychiatrische Systematik der Krankheiten einbezogen. Symptomenkomplexe sind Typisierungen solcher Zustandsbilder.
Abzugrenzen ist der Begriff des Dämmerzustands von dem des Terminalschlafs. Während der Terminalschlaf der Erholung dient, ist der Dämmerzustand oft Ausdruck eines krankhaften Geschehens. Walter Christian ist der Auffassung, dass Dämmerzustände nicht immer zu den krankhaften Erscheinungen zählen.
Weiter ist der Begriff Dämmerzustand von dem häufig gebrauchten Begriff der Dämmerattacke zu unterscheiden. Die Dämmerattacke ist in ihrer zeitlichen Dauer noch schärfer abgegrenzt und bezieht sich demnach noch mehr auf paroxysmale Abläufe, wie sie bei der Epilepsie beobachtet werden. Während der Dämmerzustand maximal bis zu mehreren Monaten anhalten kann, ist die zeitliche Dauer der Dämmerattacke auf 30 Sekunden bis zu 2 Minuten begrenzt.
Bei den sog. geordneten oder orientierten Dämmerzuständen ist die Bewusstseinstrübung nicht erkennbar. Sie werden auch besonnene Dämmerzustände genannt. Das äußere Benehmen ist bei oberflächlicher Betrachtung unauffällig. Sogar komplexe Handlungen können vollzogen und Unterhaltungen geführt werden. Man kann diese Zustände daher auch den Durchgangssyndromen zuordnen. Es imponieren hier eher qualitative Bewusstseinsstörungen. Die Bezeichnung wird als irreführend gehalten, da die Besinnung in jedem Fall gestört ist. Die Patienten verhalten sich nur scheinbar und bei oberflächlicher Betrachtung besonnen.

### Einteilung nach Landolt
Der Schweizer Psychiater und Epileptologe Heinrich Landolt (1917–1971) unterscheidet folgende vier Formen von Dämmerzuständen:
1. Die postparoxysmalen epileptischen Dämmerzustände
2. den Petit mal-Status nach William G. Lennox (1884–1960)
3. die Dämmerzustände organischer Prägung (in keinem direkten Zusammenhang mit der Epilepsie)
4. die produktiv-psychotischen epileptischen Äquivalente mit forcierter Normalisierung im EEG

Es handelt sich bei den unter Zf. 4 genannten Äquivalenten um psychische Zustandsbilder, die gelegentlich mit einer gewissen Normalisierung des Hirnstrombildes einhergehen. Das heißt insbesondere, dass zuvor nachweisbare, für Epilepsie typische s/w-Komplexe im EEG fehlen.